# パリは霧にぬれて
『パリは霧にぬれて』（パリはきりにぬれて、仏: La Maison sous les arbres、英: The Deadly Trap）は1971年のフランス・イタリアのサスペンス映画。監督はルネ・クレマン、出演はフェイ・ダナウェイとフランク・ランジェラなど。アーサー・カヴァノーの小説『The Children Are Gone（子供たちがいなくなった）』を原作とし、パリに住むアメリカ人夫婦の子どもたちの失踪事件を描いている。

## キャスト
| 役名                       | 俳優                     | 日本語吹替                            |
| 役名                       | 俳優                     | TBS版                                 |
| -------------------------- | ------------------------ | ------------------------------------- |
| ジル・ハラード             | フェイ・ダナウェイ       | 武藤礼子                              |
| フィリップ・ハラード       | フランク・ランジェラ     | 青野武                                |
| シンシア                   | バーバラ・パーキンス     | 沢田敏子                              |
| ハンセン（ベビーシッター） | カレン・ブランゲルノン   |                                       |
| ケメイユ                   | レイモン・ジェローム     | 仁内達之                              |
| 組織の男                   | モーリス・ロネ           |                                       |
| キャシー                   | ミッチェル・ラウリー     |                                       |
| パトリック                 | パトリック・ヴィンセント |                                       |
| 精神科医                   | ジェラルド・バー         |                                       |
| 不明 その他                | N/A                      | 佐久間あい 峰あつ子 平林尚三 田中康郎 |
| 日本語版スタッフ           |                          |                                       |
| 演出                       | 演出                     | 長野武二郎                            |
| 翻訳                       | 翻訳                     | 榎あきら                              |
| 効果                       |                          |                                       |
| 調整                       |                          |                                       |
| 制作                       | 制作                     | ニュージャパンフィルム                |
| 解説                       | 解説                     | 荻昌弘                                |
| 初回放送                   | 初回放送                 | 1976年2月9日 『月曜ロードショー』     |